# Rhinolophus capensis
Rhinolophus capensis är en fladdermusart som beskrevs av Lichtenstein 1823. Den ingår i släktet hästskonäsor och familjen Rhinolophidae. IUCN kategoriserar arten globalt som livskraftig. Inga underarter finns listade i Catalogue of Life.

## Beskrivning
Som alla hästskonäsor har arten flera hudflikar kring näsan. Flikarna brukas för att rikta de överljudstoner som används för ekolokalisation. Till skillnad från andra fladdermöss som använder sig av överljudsnavigering produceras nämligen tonerna hos hästskonäsorna genom näsan, och inte som annars via munnen.
Pälsen är mörkbrun till ljusbrun med krämfärgade hårrötter på ovansidan, medan undersidan är ljust brungrå och vingarna mörkbruna. Vingbredden är 4,7 till 5,2 cm, underarmen 4,8 till 5,2 cm lång, kroppslängden mellan 8,4 och 9 cm inklusive den 2,4 till 3,2 cm långa svansen samt vikten mellan 9,5 och 16 g.

## Utbredning
Arten förekommer i södra Sydafrika.

## Ekologi
Rhinolophus capensis lever i många olika habitat, bland annat fynbos, den artrika buskvegetationen i västra Sydafrika. Individerna söker daglega i grottor och övergivna gruvor eller tunnlar. Arten är sällskaplig och kan bilda kolonier med upp till flera tusen medlemmar. Det är inte ovanligt att den delar lokal med andra fladdermöss som Rhinolophus clivosus och Schreibers fladdermus (Miniopterus schreibersii), även om de olika arterna bildar skilda kolonier.

### Aktivitet och föda
Som alla hästskonäsor är arten aktiv under de mörka delarna av dygnet, då de främst fångar fjärilar och skalbaggar. Bytet fångas främst med hjälp av ekolokalisation vars frekvens ligger mellan 81,9 och 85,5 kHz, men fladdermusen kan också sitta stilla i terrängen och fånga byten som råkar passera.

### Fortplantning
Parningen sker under tidig vår, augusti till september, efter vinterdvalan. En enda unge föds i november till december. Ungen dias i 6 till 8 veckor, varefter den är självständig.